# 品治郡
品治郡（日语：／ Honji gun */?）是過去屬於備後國的郡。已於1898年10月1日與蘆田郡合併為蘆品郡。過去的轄區現已全數被併入福山市。

## 歷史

### 年表
- 1889年4月1日：實施町村制，品治郡下轄：網引村、江良村、倉光村、新市村、戶田村、中島村、服部村、坊寺村、萬能倉村、宜山村。（10村）
- 1895年9月21日：戶田村被分割為近田村和戶手村。（11村）
- 1898年10月1日：蘆田郡與品治郡合併為蘆品郡。